# Vivi
Pour les articles homonymes, voir Vivi (homonymie).

Vivi, fondée le septembre 1879 par Stanley, fut la première capitale de l'État indépendant du Congo, du 1er juillet 1885 au 1er mai 1886. Boma prit ce titre jusqu'au 31 octobre 1929.

## Géographie
Elle est située sur la rive droite du fleuve Congo, face à Matadi.

## Histoire
Stanley en confia l'administration à Liévin Van de Velde (Ledeberg-lez-Gand 1850- Léopoldville 1888). Liévin Van de Velde s'illustra notamment en soignant 250 habitants de Zanzibar qu'il avait amenés du Cap en voilier, atteints de variole. 40 d'entre eux survécurent. Son frère, le lieutenant Joseph Van de Velde (Gand 1855-Gangila (près de Vivi) 1882) tomba victime de fièvres ; il est inhumé à Vivi. Liévin mourut jeune, de fièvres lui aussi, après avoir défendu les intérêts des populations congolaises à la conférence de Berlin.

## Personnalité
L'explorateur belge Edmond Hanssens (1843-1884) est mort et enterré à Vivi.

## Galerie

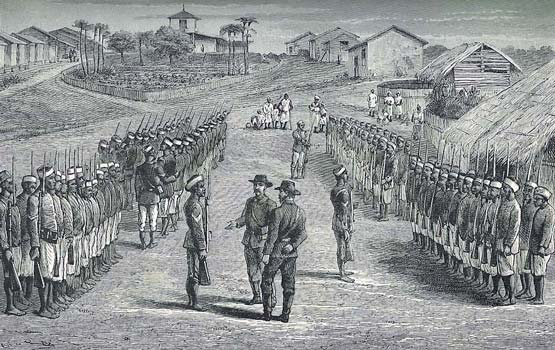
Garnison à Vivi
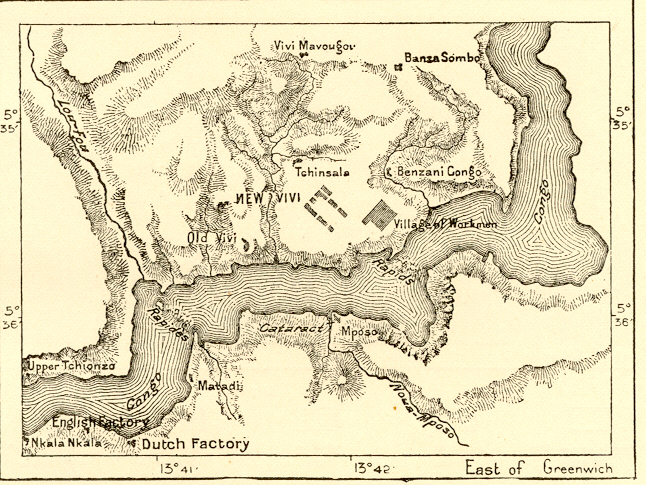
Vivi et Matadi sur une carte de 1890
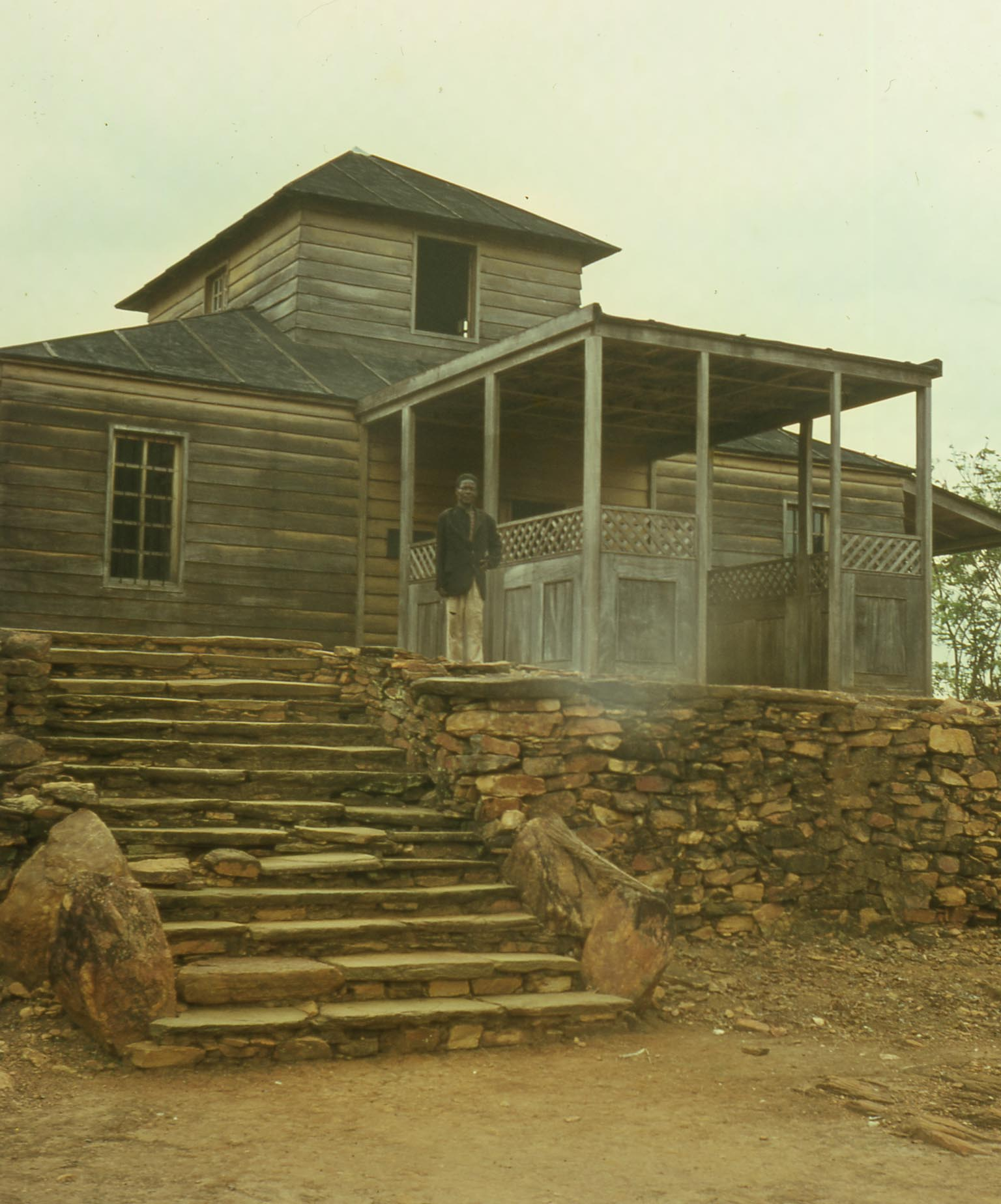
Maison de Stanley à Vivi en 1965